# Overland Park, Kansas
Overland Park (phát âm /ˈoʊvərlənd ˈpɑrk/)  là một thành phố thuộc quận Johnson trong bang Kansas, Hoa Kỳ. Thành phố có tổng diện tích  km², trong đó diện tích đất là  km². Theo điều tra dân số Hoa Kỳ năm 2010, thành phố có dân số 173.372 người. 
Overland Park (phát âm là / oʊvərlənd pɑrk /) là thành phố đông dân thứ hai ở tiểu bang Kansas. Tọa lạc tại quận Johnson, ngoại ô lớn nhất ở thành phố Kansas, Missouri, và có vị trí liền kề với Olathe, Lenexa, Prairie Village và Leawood. Điều tra dân số 2010, các dân số thành phố là 173.372. Overland Park đã liên tục xếp hạng các đầu 10 của tạp chí CNN / Money Money trong 100 thành phố tốt nhất để sinh sống ở Hoa Kỳ. Cũng trong 2010, Money Magazine đánh giá Overland Park, Kansas, là thành phố sinh sống tốt thứ 7 trong các thành phố sống tại Hoa Kỳ.